# Estrella peculiar
En astrofísica, se denominan estrellas peculiares o estrellas químicamente peculiares a aquellas estrellas cuya abundancia en metales es anómala, al menos en sus capas superficiales.
Las estrellas químicamente peculiares son frecuentes entre las estrellas calientes de la secuencia principal, en cuyo interior se produce la fusión nuclear de hidrógeno. Estas han sido divididas en cuatro clases principales sobre la base de sus espectros:
- Estrellas pobres en helio, que parecen tener menos helio del esperado.
- Estrellas de mercurio-manganeso (HgMn), con fuertes líneas de absorción de manganeso y mercurio en su espectro.
- Estrellas Ap, con campos magnéticos intensos y líneas de absorción fuertes de silicio, cromo, estroncio, europio y otros.
- Estrellas con líneas metálicas (Am), con líneas fuertes de ciertos metales y líneas débiles de calcio y escandio.

Algunas estrellas presentan características mixtas de varias de estas clases.
En general, se piensa que la peculiar composición química observada en la superficie de estas estrellas está causada por procesos que han tenido lugar después de la formación de la estrella, tales como difusión o efectos magnéticos en sus capas externas. Estos procesos hacen que algunos elementos se asienten en las capas inferiores de la atmósfera, mientras que otros elementos ascienden desde el interior hacia la superficie, provocando las particularidades espectrales observadas. Se supone que el interior de la estrella, así como la estrella en su conjunto, poseen una abundancia química más normal que refleja las composición de la nube de gas a partir de la cual se ha formado.
También hay estrellas peculiares frías, estrellas de tipo espectral G o posterior, pero habitualmente estas estrellas no son de la secuencia principal. Por lo general, estas estrellas son identificadas por el nombre de su clase o alguna etiqueta específica adicional, quedando la frase químicamente peculiar restringida a los miembros de uno de los tipos de estrellas calientes descritos arriba.
Muchas de las estrellas químicamente peculiares frías son el resultado de la mezcla de productos de la fusión nuclear desde el interior hacia la superficie de la estrella; estas incluyen la mayor parte de las estrellas de carbono y estrellas de tipo S. Otras son el resultado de transferencia de masa en una estrella binaria; ejemplos de estas incluyen las estrellas de bario y algunas estrellas de tipo S.

## Principales estrellas peculiares
En la siguiente figuran las principales estrellas químicamente peculiares ordenadas de acuerdo a su cercanía al sistema solar.
| Nombre     | Denominación de Bayer | Denominación de catálogo HD | Tipo espectral | Temperatura efectiva (K) | Distancia (pársecs) |
| ---------- | --------------------- | --------------------------- | -------------- | ------------------------ | ------------------- |
|            | α Circini             | HD 128898                   | A7VpSrEu       | 7.674                    | 16                  |
| Alioth     | ε Ursae Majoris       | HD 112185                   | A0p            | 8.974                    | 24                  |
| Cor Caroli | α2 Canum Venaticorum  | HD 112413                   | A0spe          | 11.614                   | 33                  |
| Nusakan    | β Coronae Borealis    | HD 137909                   | F0p            | 7.430                    | 34                  |
|            | γ Equulei             | HD 201601                   | A9p            | 7.621                    | 35                  |
| Alrisha A  | α Piscium A           | HD 12447                    | A0sp           | 9.977                    | 42                  |
|            | ι Cassiopeiae         | HD 15089                    | A5p            | 8.414                    | 43                  |

- Fuentes: Kochukhov, O.; Bagnulo, S. (2006). «Evolutionary state of magnetic chemically peculiar stars». Astronomy and Astrophysics 450 (2). pp. 763-775 (Tabla consultada en CDS).. Tipo espectral proveniente de SIMBAD.